# Viggo Jensen (sztangista)
Alexander Viggo Jensen (ur. 22 czerwca 1874 w Kopenhadze, zm. 2 listopada 1930 tamże) – duński sztangista, strzelec, gimnastyk i lekkoatleta, złoty medalista igrzysk olimpijskich w Atenach w 1896 w podnoszeniu ciężarów oburącz, srebrny medalista w podnoszeniu ciężarów jednorącz i brązowy medalista w strzelaniu z karabinu dowolnego.
Pierwszą konkurencją było podnoszenie ciężarów oburącz. Zarówno Jensen, jak i Brytyjczyk Launceston Elliot podnieśli 111,5 kg. Król Jerzy I Grecki przyznał pierwsze miejsce Duńczykowi, uznając, iż podnosił on ciężary w lepszym stylu. Po proteście Brytyjczyków obaj sztangiści dostali kolejną próbę poprawienia swoich wyników, żadnemu jednak nie udało się podnieść większego ciężaru i ostatecznie zwycięzcą ogłoszono Jensena.
Kolejną konkurencją, rozegraną tego samego dnia, było podnoszenie ciężarów jednorącz. Z powodu kontuzji odniesionej podczas wcześniejszych zmagań Jensen podniósł zaledwie 57,0 kg, przy 71,0 kg Elliota i zajął drugie miejsce.
Jensen wziął udział w konkursach pchnięcia kulą (zajął czwarte miejsce) i rzutu dyskiem (poza pierwszą czwórką). Podczas zawodów gimnastycznych zajął czwarte miejsce w konkursie wspinaczki po linie.
Uczestniczył też w dwóch konkurencjach strzeleckich: w konkursie strzelania z karabinu wojskowego zajął szóste miejsce, zdobywając 1640 punktów i trafiając 30 na 40 strzałów. Większy sukces osiągnął podczas zawodów w strzelaniu z karabinu dowolnego, gdzie zajął trzecie miejsce, uzyskując 1305 punktów i 31 trafień na 40 strzałów|.
Na kolejnych igrzyskach olimpijskich w 1900 w Paryżu Jensen uczestniczył tylko w zawodach strzeleckich, w strzelaniu z karabinu dowolnego na odległość 300 metrów, zajmując następujące miejsca: trzy postawy 15. miejsce, trzy postawy drużynowo 4. miejsce, leżąc 10. miejsce, klęcząc 13. miejsce i stojąc 11. miejsce.